# شکارچی (آلبوم بلاندی)
شکارچی، ششمین آلبوم استودیویی گروه موسیقی آمریکایی، بلاندی، است که در سال ۱۹۸۲ عرضه شد و آخرین آلبوم بلاندی پیش از انحلال گروه و تا آلبوم ۱۹۹۹ آن‌ها، هیچ خروجی، بود.
این آلبوم دو تک‌آهنگ داشت، «جزیرهٔ روح‌های گم‌شده» و «فرزند جنگ». «فرزند جنگ»، به عنوان یک نسخهٔ گسترش‌داده‌شدهٔ تک‌آهنگ ۱۲-اینچ نیز عرضه شد.
آهنگ «تنها به خاطر چشمان تو»، در حقیقت برای فیلم سال ۱۹۸۱ جیمز باند با عنوان مشابه نام ترانه، نوشته شده بود. با این وجود، تهیه‌کنندگان فیلم، آهنگی را که به وسیلهٔ بیل کونتی و مایکل لسن نوشته شده بود در نظر داشتند و از بلاندی خواستند که این ترانه را به‌جای ترانهٔ خود ضبط کنند. بلاندی این خواسته را رد کرد و ترانهٔ کونتی/لسن به شینا ایستن داده شد و آهنگ اصلی فیلم جیمز باند نوشته‌شده به وسیلهٔ دبرا هری و کریس استین به دنبال این ماجرا در شکارچی قرار گرفت.

## فهرست آهنگ‌ها
Side A:
1. ‎ «Orchid Club» ‎(نایجل هریسون، هری) – ۵:۴۵
2. ‎ «Island of Lost Souls» ‎(هری، استین) – ۴:۴۲
3. ‎ «Dragonfly» ‎(هری، استین) – ۶:۰۰
4. ‎ «For Your Eyes Only» ‎(هری، استین) – ۳:۰۷
5. ‎ «The Beast» ‎(هری، استین) – ۴:۵۴

Side B:
1. ‎ «War Child» ‎(هریسون، هری) – ۴:۰۰
2. ‎ «Little Caesar» ‎(هری، استین) – ۳:۰۰
3. ‎ «Danceway» ‎(دستری) – ۳:۱۹
4. ‎ «(Can I) Find the Right Words (To Say)» ‎(دستری، هری) – ۳:۰۷
5. ‎ «English Boys» ‎(هری، استین) – ۳:۴۹
6. ‎ «The Hunter Gets Captured by the Game» ‎(رابینسون) – ۳:۳۷

آهنگ اضافی (چاپ مجدد سی‌دی ۱۹۹۴ و ۲۰۰۱)
1. ‎ «War Child» (Extended Version) ‎(هریسون، هری) – ۷:۵۸